# Nothobranchius kirki
Nothobranchius kirki — вид коропозубоподібних риб родини нотобранхових (Nothobranchiidae). Риба є ендеміком Малаві. Мешкає у прісноводних озерах та болотах. Це дрібна рибка, завдовжки 5 см.